# Буаке
Буа́ке́ (фр. Bouaké) — город в Кот-д’Ивуаре. Город является административным центром области Валле-дю-Бандама и департамента Буаке. Население — около 536 189 чел. (по переписи 2014 года). Является штаб-квартирой с/х исследовательского института Африканский центр риса. Центр римско-католической архиепархии Буаке.

## География
Расположен в центральной части страны, примерно в 50 км к северо-востоку от водохранилища Коссу, в 350 км к северу от Абиджана, на высоте 312 м над уровнем моря. Через город проходит железная дорога, связывающая Абиджан с Буркина-Фасо.

## История

Рост численности населения Буаке.

Город был основан в 1899 году французскими колониальными войсками как военный пост. В 1912 году в город была проведена железная дорога. Статус административного центра город получил в 1914 году. В 1969 году, уже после получения страной независимости, Буаке был выделен в отдельный муниципалитет.

## Экономика и образование
Доходы большинства жителей города так или иначе связаны с торговлей или с сельским хозяйством. В окрестностях города выращивают хлопок, табак, сизаль, рис, ямс и другие сельскохозяйственные культуры. Также в городе существует промышленное производство, особенно развита текстильная отрасль. 
В городе есть университет (основан в 1994 году), ветеринарный институт и другие учебные заведения.

## Известные уроженцы
- Яя Туре — игрок клуба «Манчестер Сити», а также сборной Кот-д’Ивуара по футболу.
- Яо Яо, Жан Стефан — ивуарийский футболист, центральный полузащитник.

## Города-побратимы
- Вильнёв-сюр-Ло, Франция[6]
- Ройтлинген, Германия
- Зимнича, Румыния